# 巴卡維 (亞利桑那州)
巴卡維（英語：Bacavi）是位於美國亞利桑那州納瓦霍縣的一個非建制地區。該地的面積和人口皆未知。

## 地理
巴卡維的座標為35°55′25″N 110°39′26″W / 35.92361°N 110.65722°W，而該地的平均海拔高度為1919米（即6296英尺）。